# Bella Blue
Bella Blue (25 janvier 1982) est une stripteaseuse, une danseuse du burlesque américain, une productrice et enseignante. Elle est la fondatrice et directrice de l'école du burlesque de La Nouvelle-Orléans.

## Biographie

### Jeunesse
Bella Blue naît le 25 janvier 1982 à La Nouvelle-Orléans, en Louisiane, de Barbara Leopold et Pedro Bendaña. Son père, un Nicaraguayen, a immigré aux États-Unis alors qu'il avait cinq ans. Les parents de Blue se sont rencontrés au lycée et se sont ensuite mariés. Ils divorcent quand elle a deux ans et sa mère se remarie. Son père travaille comme barbier. Sa mère meurt le 20 février 2010 des suites d'un anévrisme aortique.
Bella Blue commence à étudier la danse à l'âge de trois ans. Elle grandit à Belle Chasse et fréquente l'école catholique jusqu'au lycée, puis passe au lycée public de Belle Chasse, où elle obtient son diplôme en 2000. Elle poursuit sa formation en danse au New Orleans Center for Creative Arts (en).

### Carrière
Bella Blue suit une formation en ballet classique et en techniques de danse moderne et travaille comme professeur de ballet et de danse moderne avant d'être initiée au burlesque, en 2007. Elle auditionne pour la troupe burlesque Fleur de Tease de Trixie Minx (en), faisant ses débuts comme l'une de leurs danseuses, en février 2007, sous le nom de Jazzabella Blue, abandonnant par la suite le Jazza de son nom,
.
Bella Blue quitte ensuite son emploi d'assistante dentaire et se met à danser à plein temps. Elle créé sa propre troupe burlesque, The Foxglove Revue et est la fondatrice et directrice de la New Orleans School of Burlesque. Elle produit et dirige le Dirty Dime Peepshow, Whiskey and Rhinestones, la New Orleans School of Burlesque Student Showcase, Strip Roulette, Legs and Eggs Burlesque Brunch, ainsi que plusieurs autres spectacles de grande envergure à La Nouvelle-Orléans et à travers les États-Unis,,. Outre le burlesque, Bella Blue travaille également auparavant comme danseuse exotique et elle devient, en 2017, professeur brevetée de yoga.
En janvier 2015, elle fait ses débuts dans le Top 50 du Burlesque du magazine 21st Century, se classant constamment parmi les 20 premiers pendant plus de trois ans,.
En 2016, Bella Blue est couronnée reine licorne lors du défilé de Chewbacchus (en) pendant le carnaval de La Nouvelle-Orléans.